# Lophomilia striatipurpurea
Lophomilia striatipurpurea är en fjärilsart som beskrevs av Holloway 1976. Lophomilia striatipurpurea ingår i släktet Lophomilia och familjen nattflyn. Inga underarter finns listade i Catalogue of Life.